# Черній Віталій Миколайович
Черній Віталій Миколайович (* 10 лютого 1971, Київ) — колишній український баскетболіст (грав на позиції захисника), головний тренер БК «Київ» та національної збірної України з баскетболу.

## Кар'єра гравця
Кар'єру гравця розпочав у 1992 році в ЦСКА (Київ), в якому відіграв п'ять років. Наступним клубом Чернія був маріупольський Азовмаш, якому він допоміг пробитися в Суперлігу. У 1999 році повернувся до ЦСКА, а ще через два роки перейшов в Сумихімпром, де й закінчив кар'єру гравця.
Найвищими його досягненнями були срібна і бронзова медаль Чемпіонату України разом з ЦСКА в 1993 та 2000 роках.

## Тренер юніорів та асистент
У 2004 році новий головний тренер «Сумихімпром» відомий литовський фахівець Рімантас Ендріяйтіс запропонував Чернію стати його асистентом. В цій якості Віталій Миколайович пропрацював три роки.
У 2007 році став тренером дубля БК «Київ». У тому ж році був помічником тимчасово виконувача обов'язки головного тренера Національної Збірної України Володимира Берестнєва.
У жовтні того ж року був призначений головним тренером кадетської збірної України (до 16 років) і помічником головного тренера юніорської збірної України (до 18 років). 
Черній керував кадетською збірною на Чемпіонаті Європи 2008 року серед кадетів, де його підопічні, перемігши Угорщину, Ізраїль і Латвію, зайняли у результаті дев'яте місце.
На Чемпіонаті Європи серед юніорів керована Олегом Рубаном команда посіла 12 місце і залишилася в Дивізіоні А.

## Головний тренер
У середині сезону 2008—2009 БК «Київ» вразила тяжка фінансова криза. Клуб був змушений звільнити всіх легіонерів і в результаті чемпіонат догравала команда, яка складалася з виключно українських гравців, чималу частку яких становили молоді гравці, вирощені в дублі Віталієм Чернієм. Несподіваний успіх «українізованого» складу, який зумів посісти четверте місце, спонукав керівництво клубу на призначення головним тренером українського фахівця-лише другий раз в історії. І цим фахівцем став тренер дубля Віталій Черній.
У сезоні 2009—2010 БК «Київ», що складався з вихованців дубля Чернія і декількох досвідчених українських баскетболістів, посів четверте місце в регулярному сезоні Суперліги і програв лише в півфіналі плей-оф. Швидка і цікава гра місцевих вихованців сподобалася уболівальникам і Віталій Черній став відкриттям тренерського цеху України.

## Збірна України
У квітні 2010 року став головним тренером національної збірної України. Це рішення одностайно ухвалила Федерація баскетболу України.
На початку серпня збірна України взяла участь у відбірному турнірі Чемпіонату Європи-2011 року (3-е місце в кваліфікаційній групі B). Суперниками підопічних Чернія були Боснія і Герцеговина, Північна Македонія, Угорщина та Велика Британія.

## Черній-тренер
Черній вважається жорстким тренером, що ставить на чільне місце дисципліну і виконання вказівок тренера. Разом з тим він енергійний, вміє створити позитивну атмосферу в команді, вміє згуртувати колектив і налаштувати його на досягнення. Він вміє повести за собою гравців, домогтися від них максимальної самовіддачі в кожному матчі. БК Київ під його керівництвом є молодою, але дуже цупкою, непоступливою командою, яка любить грати у швидкий і цікавий баскетбол і завжди налаштовується боротися до останнього.
Черній також приділяє увагу тактичній підготовці гравців, ґрунтовно готується до кожного матчу і уважно вивчає суперника. На тренуваннях гравці чимало працюють над тактичними вправами.